# Mellisa Santokhi-Seenacherry
Mellisa Kavitadevi Santokhi-Seenacherry (27 oktober 1980) is een Surinaamse advocaat, en van 2020 - 2025 de first lady van Suriname van Suriname.

## Biografie
Santokhi-Seenacherry is in Suriname geboren. Ze heeft gestudeerd aan de Vrije Universiteit Amsterdam en de Anton de Kom Universiteit van Suriname. Ze is van beroep advocaat. In 2008 heeft ze Chan Santokhi leren kennen en was zijn levenspartner. Op 13 juli 2020 werd Chan Santokhi gekozen als president van Suriname, en trouwde met Melissa Seenacherry op 19 juli.
Santokhi-Seenacherry was van 2020 tot 2022 lid van de raad van commissarissen van Staatsolie Maatschappij Suriname en was directeur van het kabinet van de president op vrijwillige basis.
In december 2023 werd ze gekozen tot voorzitter van de Spouses of CARICOM Leaders Action Network (SCLAN).